# Juan Carlos Masnik
Juan Carlos Masnik (ur. 2 marca 1943 w El Tala, zm. 23 lutego 2021) – urugwajski piłkarz polskiego pochodzenia, obrońca, stoper. Wzrost 176 cm, waga 73 kg. Później trener.
Jako piłkarz klubu Club Nacional de Football wziął udział wraz z reprezentacją Urugwaju w finałach mistrzostw świata w 1974 roku, gdzie Urugwaj odpadł już w fazie grupowej. Zagrał we wszystkich trzech meczach – z Holandią (jako kapitan), Bułgarią i Szwecją.
Nigdy nie wziął udziału w turnieju Copa América.
Od 28 lipca 1967 do 23 czerwca 1974 rozegrał w reprezentacji Urugwaju 26 meczów.
Razem z drużyną Nacionalu wygrał turniej Copa Libertadores 1971 oraz w tym samym roku zdobył Puchar Interkontynentalny.
Po mistrzostwach świata przeniósł się do USA, gdzie grał w klubie Cosmos Nowy Jork. Grał również w Chile, a jeszcze przed przybyciem do Nacionalu Masnik występował w Argentynie, w klubie Gimnasia y Esgrima La Plata.
Po zakończeniu kariery piłkarskiej pracował jako trener w Salwadorze – kierował zespołami Luis Ángel Firpo Usulután i Alianza San Salvador.